# École de la Salpêtrière (neurologie)
Pour les articles homonymes, voir École de la Salpêtrière.
L'École de la Salpêtrière est le nom donné de manière informelle à un groupe de neurologues et de neuropsychologues qui fut actif et se distingua particulièrement dans le domaine de l'aphasiologie à partir des années 1950 à l'hôpital de la Salpêtrière. Cette « école » ne doit pas être confondue avec l'École de la Salpêtrière de Charcot, qui en présentant l'hypnose comme un fait somatique propre à l'hystérie a contribué à l'« âge d'or » de l'hypnose en France de 1882 à 1892.
L'école neuropsychologique de la Salpêtrière dont il est question dans cet article se développa sous l'impulsion du professeur Théophile Alajouanine, qui avait en 1947 été nommé titulaire de la Chaire de Neurologie inaugurée par Charcot. Alajouanine avait mis au point une technique d'examen clinique des patients aphasiques d'une grande précision. C'est grâce aux outils sémiologiques qu'il avait perfectionnés qu'il parvint à obtenir des résultats intéressants dans la rééducation de l'aphasie. Les collaborateurs d'Alajouanine tels que François Lhermitte, Olivier Sabouraud, Blanche Ducarne et Paul Castaigne continuèrent par la suite à approfondir la sémiologie.

## Source
- Lechevalier B, Viader F. L'évolution de la neuropsychologie clinique de l'adulte à Paris de 1957 à 2000, Rev. Neurol. (Paris) 2008; 164: 549-556.